# تپه بالکین
بالکین () یا تپه بالکی مربوط به هزاره سوم تا ۲ (ق.م) است و در شهرستان شهریار، روستای مهرچین واقع شده و این اثر در تاریخ ۱۶ اردیبهشت ۱۳۵۶ با شمارهٔ ثبت ۱۴۱۶ به‌عنوان یکی از آثار ملی ایران به ثبت رسیده‌است.
بالکین نام یکی از محوطه‌های باستانی استقراری عصر آهن در بخش ملاردِ استان تهران، در دشت شهریار است. دهخدا در لغت‌نامه دهخدا از بالکین به نام دهِ کوچکی از بخش شهریارِ تهران، که دارای ۶ تن جمعیت بوده‌است یاد می‌کند. به عقیده ولفرام کلایس، معمار و باستان‌شناس آلمانی، تپه غربی این محوطه، کارکرد یک ارگ را داشته‌است.
این محوطه در ۴۰۰ متری جنوب روستای مهرچین و در حدود ۵۰۰ متری شرق روستای حصار شالپوش قرار دارد. بالکین وسعتی بیش از ۱۰ هکتار دارد و از آن به عنوان یکی از محوطه‌های بزرگ و مهم استقراری عصر آهن یاد می‌شود. مطالعه مقدماتی یافته‌های سطحی بالکین، وسعت و موقعیت قرارگیری آن، این محوطه را به یکی از محوطه‌های کلیدی مطالعات فرهنگ‌های عصر آهن در منطقه مبدل کرده‌است. سفال‌های به دست آمده از بالکین نشان از استقرار فرهنگ عصر آهن ۱، ۲ و ۳ در محوطه است. بر اساس یافته‌های سطحی محوطه باستانی بالکین در سراسر دوران آهن مسکون بوده. [3][3] محوطه بالکین در تاریخ ۱۶/۲/۱۳۵۶ و با شماره ۱۴۱۶ در فهرست آثار ملی به ثبت رسیده ولی در طول زمان، با خاک برداری‌ها، کاوش‌های غیرمجاز و تسطیح، قسمت‌های زیادی از آن از بین رفته‌است. در سال‌های اخیر قسمت‌های زیادی از غرب و مرکز محوطه تسطیح و خاک برداری شده و خاک آن به مصرف کوره آجرپزی سجاد که در جنوب تپه قرار دارد رسیده.

## موقعیت
تپه باستانی بالکین در ۴۰۰ متری جنوب روستای مهرچین و در حدود ۵۰۰ متری شرق روستای حصار شالپوش قرار دارد. محوطه در ارتفاع ۱۱۶۶ متری از سطح دریا واقع شده. این محوطه در عرض جغرافیایی ۳۵٫۶۱۹۴۱۲ و طول جغرافیایی ۵۰٫۹۵۷۳۳۰ قرار دارد. تپه بالکین در میان دشتی صاف و هموار و در میان زمین‌های کشاورزی قبلاً دایر و اکنون بایر قرار گرفته‌است. این اراضی مستعد، تا سال‌های پیش همواره مورد بهره‌برداری قرار می‌گرفت، اما چند سالی است که به صورت اراضی بایر درآمده‌اند. به نظر می‌رسد که در گذشته این محل یک محوطه باستانی بزرگ بوده و در طول زمان با خاک برداری‌ها، کاوش‌های غیرمجاز و تسطیح قسمت‌های زیادی از آن به صورت دو برجستگی یا تپه شمالی و جنوبی درآمده‌است. برجستگی شمالی دارای ۸۰×۱۰۵ متر طول و عرض و ارتفاعی در حدود ۵/۸ متر است. تپه جنوبی وسعت بیشتری دارد، ابعاد آن ۲۴۰ متر طول در جهت شرق به غرب و ۱۹۵ متر عرض در جهت شمال به جنوب و ارتفاعی در حدود ۷ متر است.
قسمتهای زیادی از غرب و مرکز محوطه تسطیح و خاک برداری شده و خاک آن به مصرف کوره آجرپزی سجاد که در جنوب تپه قرار دارد رسیده‌است. خاک برداری‌های پی در پی کوره آجرپزی برای استفاده در ساخت آجر باعث تخریب و ویرانی‌های شدیدی در محوطه شده‌است.
محوطه تقریباً دارای شکلی بیض مانند است که دگرگونی‌های محسوسی در ظاهر آن به وجود آمده. تپه در شمال دارای شیب تند و در دیگر قسمت‌ها دارای شیب ملایمی است. سطح محوطه دارای پوشش نامتراکمی از بوته‌های خار و اسپند است، این پوشش در قسمت‌های شمالی تر متراکم تر است. در بیشتر نقاط تپه به‌خصوص قسمت‌های فرو ریخته و آبراهه‌ها تراکم و حجم بسیار زیادی از قطعات شکسته سفال مشاهده می‌شود، این پراکندگی در راس تپه کمتر قابل رویت است.
متأسفانه تخریبات صورت گرفته موجبات نابودی کامل محوطه را فراهم آورده‌است، قسمت اعظم این تخریبات در روزها و ماه‌های آخر سال ۱۳۸۴ صورت گرفته و روند آن همچنان ادامه دارد. به نظر می‌رسد منبع تأمین آب شهروندان محوطه رود سیاه آب که با جهتی شمال غربی، جنوب شرقی در چند صد متری محوطه در جریان است، باشد. شواهد فرهنگی – تاریخی در بازدید و بررسی تپه بزرگ بالکین سعی شد که با دقت تمام، تمامی گونه‌های سفالی پراکنده بر سطح محوطه گرد آوری، مطالعه و معرفی شود. بر تمامی نقاط سطح تپه پراکندگی متراکم و نسبتاً همگونی از قطعات شکسته سفال دیده می‌شود. کمیت و کیفیت این قطعات بسیار چشمگیر و قابل توجه است.

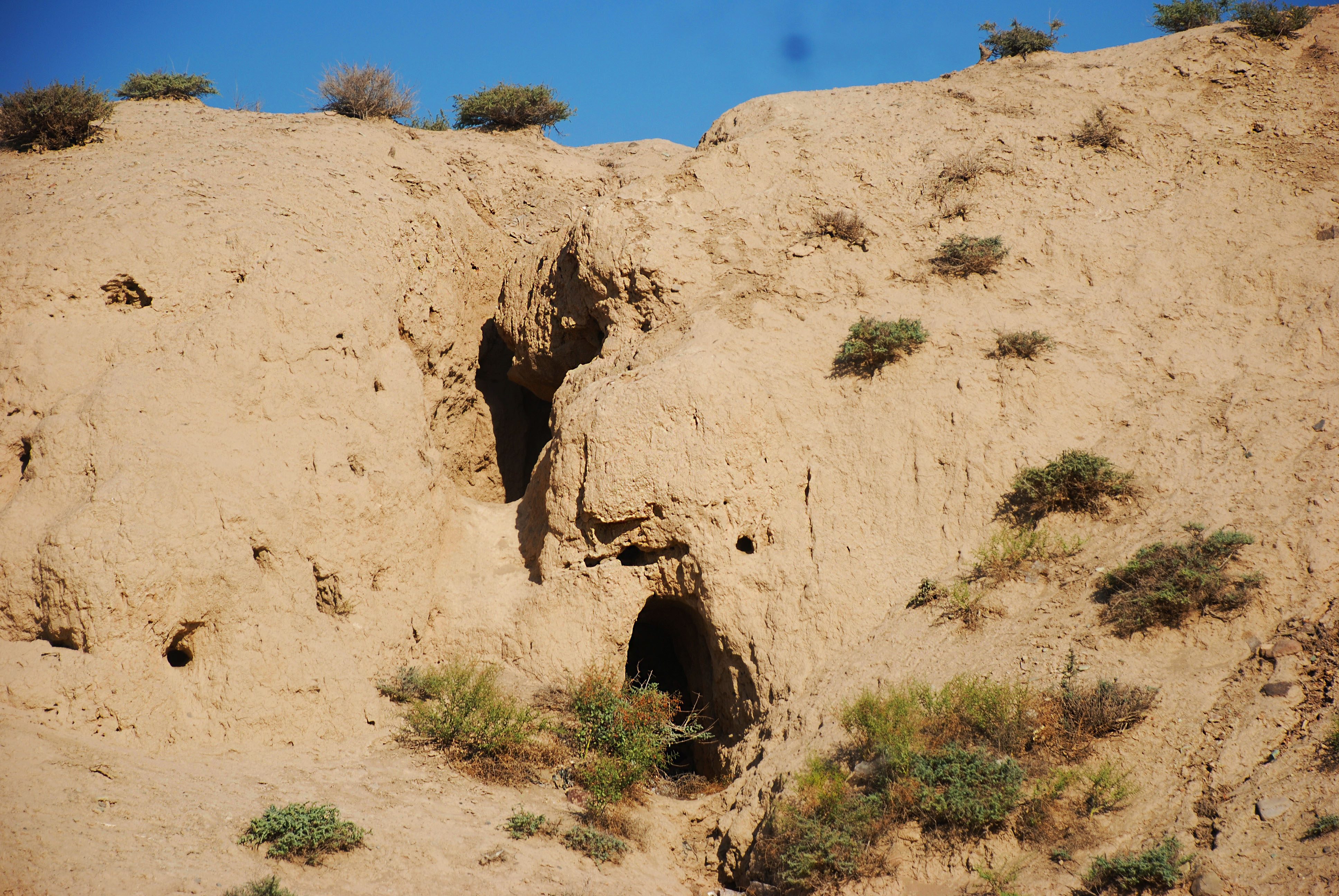
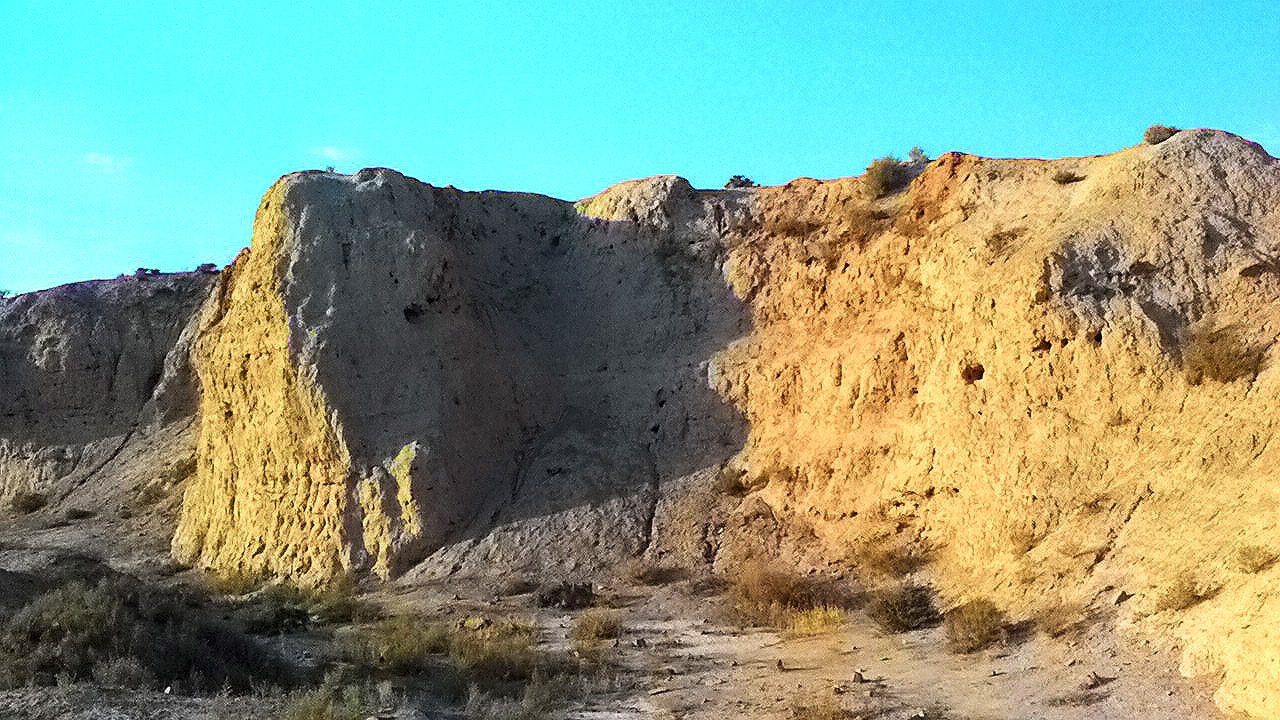
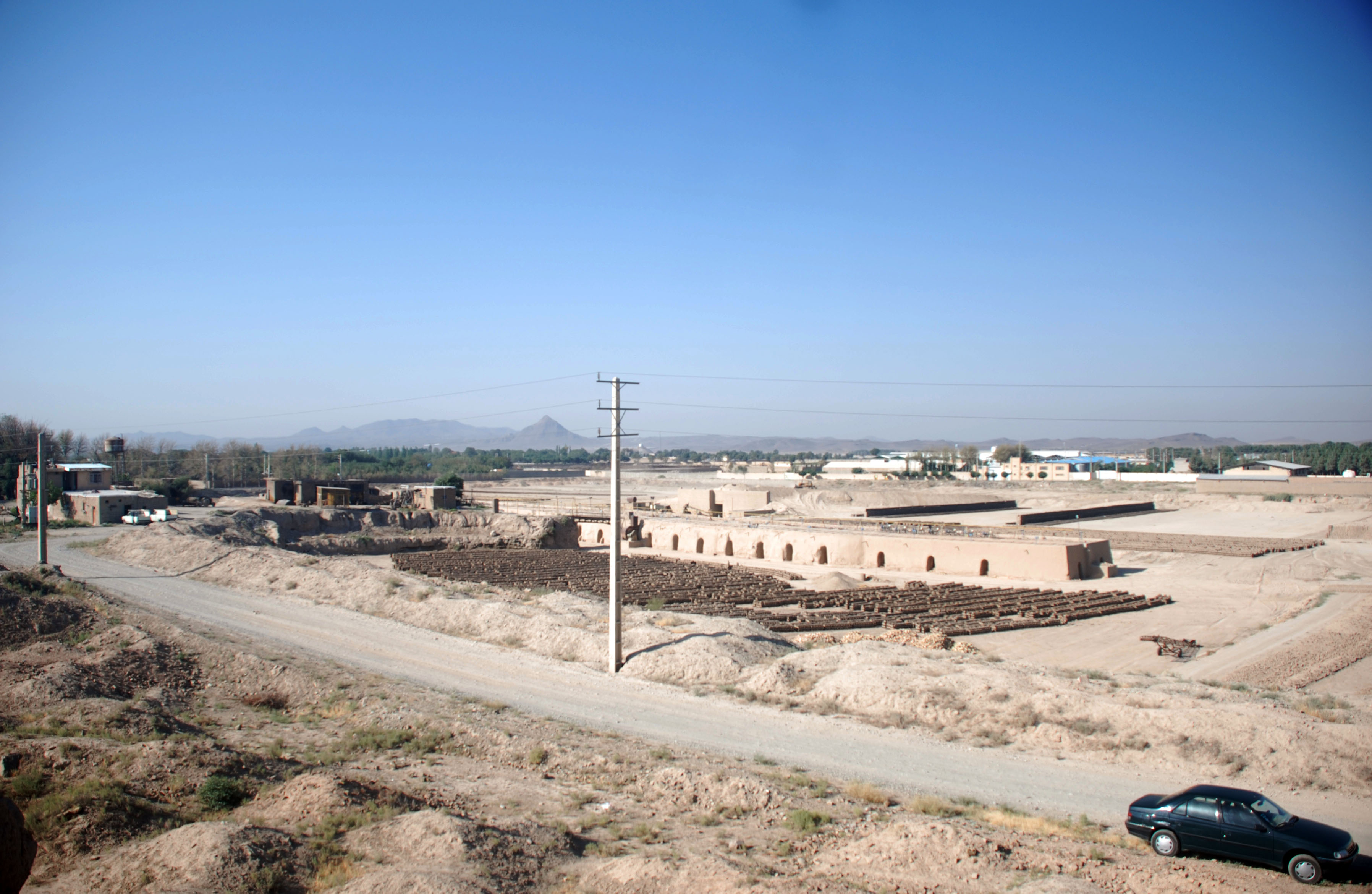
خاک‌برداری‌های کوره آجرپزی باعث تخریب و ویرانی‌های شدیدی در محوطه شده‌است.

## شواهد فرهنگی
از بررسی بالکین چند گونه سفال شاخص دوره‌های مختلف گرد آوری و مطالعه شد. مواد و شواهد دوره‌های بسیار کهن از بررسی این تپه به دست نیامد. بر اساس داده‌های سطحی به نظر می‌رسد که به احتمال سفال‌های خاکستری – سیاه قدیمی‌ترین شواهد فرهنگی به دست آمده از بالکین است. تعداد زیادی از این قطعات در بررسی به دست نیامد. این قطعات دارای خمیره خاکستری تیره و پوشش گلی خاکستری – سیاه می‌باشند و برای چسبندگی ذرات خاک از ماسه نرم به عنوان شاموت بهره برده شده‌است.
از محوطه ارگِ تپه بالکین، سفال‌های خاکستری رنگ با کیفیت بالا، به عنوان قطعاتی منحصر به فرد به دست می‌آید، که با دستگیره‌های تزیینی بدنه متصل هستند. نمونه‌های آن‌ها را از تپه قلعه خورآباد و جمکران نیز به دست آمده‌است. قطعات سفال در قسمت بالا با نوارهایی به صورت زیگزاگ و موجی‌شکل آراسته شده‌اند و در بخش پایین، خطوط تزئینی به شکل موازی هستند. از ارگ تپه بالکین کوزه‌های بزرگ ذخیره‌سازی، که با خطوط زیگزاگ تزئین شده‌اند به دست می‌آید

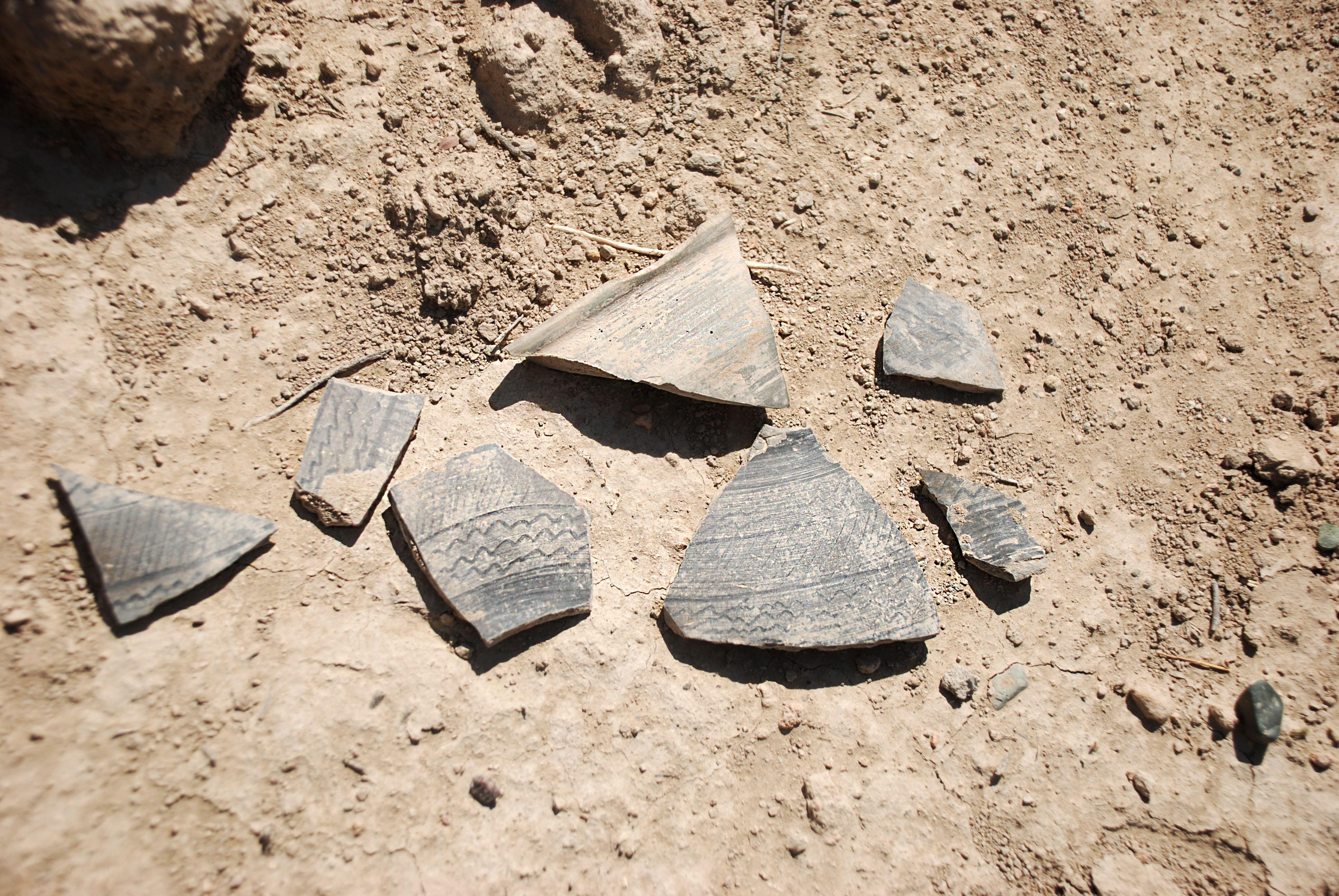
قطعات مربوط به ظروف سفال که در قسمت بالا با نوارهایی به صورت زیگزاگ و موجی‌شکل آراسته شده‌اند.

تمامی نمونه‌های گردآوری شده چرخساز بوده و در حرارت بسیار مناسب پخته شده‌اند. تزیین بدنه ظروف با استفاده از تکنیک داغدار و نقوش کنده به صورت خطوط موازی صورت گرفته‌است. بازشناسی فرم ظروف کاری دشوار است. فرم یکی از قطعات نشان می‌دهد که به احتمال قطعه‌ای از یک ظرف سبد مانند با لبه برگشته به بیرون است. نمونه‌های قابل مقایسه با این ظروف از گنج تپه خوروین، دروس شمیران، قیطریه، خمارآباد ری، تپه گلستان رباط کریم، اقلان تپه ساوجبلاغ گزارش شده‌است.
به نظر می‌رسد مواد پس از این دوره مجموعه‌ای از سفال‌های خاکستری رنگ است. رنگ خمیره این قطعات خاکستری است و سطح تمامی قطعات را با پوشش گلی به رنگ خاکستری روشن و تیره پوشانده‌اند. شاموت تمامی قطعات را ماسه نرم تشکیل می‌دهد. بیشتر قطعات به وسیله چرخ سفالگری فرم داده شده و در این میان تنها یک قطعه سفال دست‌ساز دیده می‌شود. این قطعه سر و گردن حیوانی با گردن کشیده و چشمان گرد، برجسته است، این حیوان به احتمال فراوان یک مار یا پرنده است. طول بدن حیوان از نوک تا انتهای گردن در حدود ۱۰ سانتی‌متر است. به نظر می‌رسد که این قطعه دسته ظرف یا بخشی تزیینی مربوط به ظرفی سفالی است که با تکنیک بند زدن به بدنه ظرف متصل شده‌است.
تمامی قطعات در حرارت مناسب پخته شده و سطح بیشتر آن‌ها ساده و بدون تزیین است. بر سطح تعدادی از نمونه‌ها نقوش کنده در زیر لبه ظرف و نزدیک پایه با طرح خطوط موازی نزدیک به هم دیده می‌شود، سطح برخی از قطعات نیز اندکی صیقل شده‌است. فرم این گروه از ظروف شامل خمره‌های بزرگ، سبو‌های کروی، قدح‌ها، کاسه‌های کم عمق با بدنه کروی، ظروف با پایه تخت و آبخوری‌های کوچک است.
نمونه‌های قابل مقایسه با این ظروف از گورستان صرم کهک، دقلی درویش قم، حصار شالپوش شهریار، خمارآباد ری، ده ماسین ورامین، پونک ۱ و گلستان رباط کریم به دست آمده‌است. علاوه بر این قطعات (سفال‌های خاکستری) تعداد اندکی سفال با خمیره خشن و ماده چسباننده شن به دست آمده.
این قطعات دارای پوشش گلی قرمز تیره (چرک) یا قهوه‌ای و در یک مورد دارای نقوش سیاه هندسی است. این قطعات دست سازند و اکثراً در حرارت مناسب پخته شده‌اند، فرم این ظروف شامل کاسه، قدح و ظروف دیزی مانند است. هرچند این نمونه‌ها با عنوان سفال آلویی جدید معرفی شده‌اند اما به نظر می‌رسد مربوط به تاریخی جدیدتر از پیشنهادها قبلی باشد. قبلاً این سفال‌ها را به عنوان گونه‌ای جدید در دوره برنز متاخر شناسایی و معرفی کرده‌اند، اما به نظر می‌رسد که به احتمال این قطعات در ارتباط با استقرارهای عصر آهن ۲ باشند. نمونه‌های بسیار مشابه از منطقه قم و شهریار همچنین از آلارد و گلستان رباط کریم، ده ماسین ورامین و خمارآباد ری و همچنین از اقلان تپه ساوجبلاغ به دست آمده‌است.
به نظر می‌رسد مواد پس از این دوره مربوط به عصر آهن باشد. سفال‌های مربوط به این دوره سفال‌های با خمیره نارنجی و پوشش گلی به رنگ خمیره تا کرم روشن (نخودی بسیار روشن) است. شاموت این قطعات را ماسه نرم و ماسه بادی تشکیل می‌دهد. تمامی قطعات دارای ساختی ظریف و همگی چرخساز هستند، پخت تمامی قطعات کامل و مناسب بوده‌است. بیشتر قطعات ساده و بدون تزیین هستند و تنها بر سطح یک نمونه تزئینات کنده و استامپی توأم به صورت خطوط کوتاه و دایره‌های کوچک دیده می‌شود. فرم ظروف شامل خمره‌های کوچک و بزرگ، کاسه‌های کم عمق و یک نوع ظرف با دهانه باز و لبه به بیرون برگشته است. نمونه‌های قابل مقایسه با این ظروف از چندین محوطه عصر آهن ۳ در فلات مرکزی چون حصار شالپوش شهریار، خمار آبادری، ده ماسین ورامین، و حصار سرخ ورامین ه دست آمده‌است.
تعداد کمی از ظروف که دهانه باز و معمولاً عمق زیادی ندارند دسته‌های عمومی و در مواردی زائده کوچکی در بالای آن دارند. نمونه‌های بسیار مشابه از حصار شالپوش گزارش شده‌است.
علاوه بر این قطعات، قطعه‌ای از یک ظرف سبو مانند با بدنه کروی و خمیره‌ای به رنگ قهوه‌ای روشن به دست آمد، شاموت این ظرف را شن متراکم و ذرات آهک تشکیل می‌دهد، سطح این سفال را پوشش گلی به رنگ قهوه‌ای بسیار روشن دربر گرفته، این سفال چرخ ساز است و در حرارت نامناسب پخته شده‌است، سطح آن ساده و غیر منقوش است. علاوه بر این قطعه، قطعه‌ای از یک ظرف نسبتاً خشن با ضخامتی در حدود یک سانتی‌متر به دست آمد. خمیره این سفال به رنگ نخودی متمایل به نارنجی با شاموت فراوان ماسه است. سطح بیرونی این قطعه را پوشش گلی غلیظی به رنگ نخودی متمایل به کرم دربر گرفته‌است.

## تاریخگذاری
بررسی و مطالعه شواهد و یافته‌های گردآوری شده از سطح محوطه باستانی بالکین آگاهی‌های ارزشمندی از دوره‌های مختلف استقراری در محوطه در اختیار قرار داد. بر اساس مطالعه سفال‌های گرد آوری شده، یافته‌های بالکین مجموعه‌ای همگون از سفال‌های شاخص عصر آهن است. همانگونه که پیشتر نیز آمده مواد و یافته‌های دوره‌های کهن از بررسی تپه بالکین به دست نیامد. در گزارش برتون براوان آمده که سفال‌های مشابه با سفال‌های قره تپه از بالکین به دست آمده‌است، همچنین در گزارش فرشید مصدقی امینی بررسی و شناسایی آثار فرهنگی – تاریخی شهرستان شهریار توسط مصدقی بالکین متعلق به هزاره سوم و دوم ق. م تاریخ‌گذاری شده‌است. بر اساس آگاهی‌های پیشین شواهد فرهنگی از هزاره‌های پنجم، سوم و دوم قبل از میلاد در بالکین به دست آمده‌است. در بازدید و بررسی‌های چندین باره شواهد مربوط به هزاره‌های پنجم و سوم قبل از میلاد به دست نیامد، اما حجم قابل توجهی از مواد فرهنگی هزاره‌های دوم و اول قبل از میلاد گردآوری و مطالعه شد. مجموعه سفال‌های گردآوری شده و قابل مطالعه شامل چند گروه مختلف است. در میان سفال‌های به دست آمده تعدادی سفال خاکستری – سیاه صیقل شده وجود دارد که به احتمال مربوط به استقرار دوره آهن ۱ در بالکین هستند. نمونه‌های قابل مقایسه با این سفال‌ها از گنج تپه خوروین، دروس شمیران، قیطریه، خمارآباد، تپه گلستان و اقلان تپه و چندین محوطه دیگر این دوره به دست آمده‌است. به نظر می‌رسد مواد پس از این دوره تعداد بسیار زیادی از سفال‌های خاکستری رنگ است. این سفال‌ها که در جای جای سطح محوطه دیده می‌شوند، بیشترین قطعات پراکنده بر سطح محوطه را شامل می‌شوند.

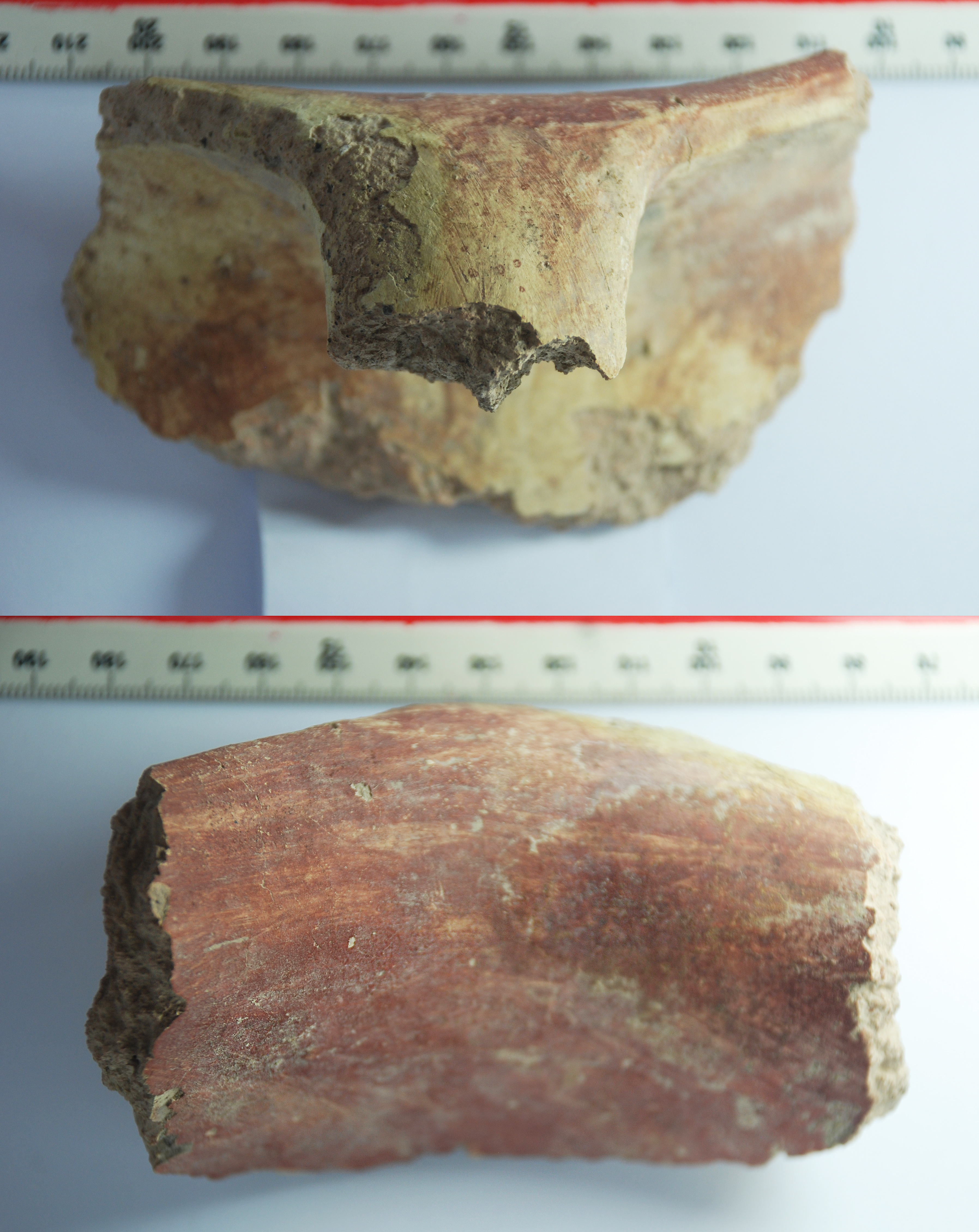
نمونه‌ای از سفال‌هایی با خمیره خشن و شاموت شن که اکثراً دارای پوشش گلی قرمز غلیظ یا قهوه‌ای است

بر اساس مطالعه و مقایسه و مقایسه تطبیقی اگر نمونه‌ها به احتمال فراوان این قطعات مربوط به عصر آهن ۲ هستند. نمونه‌های بسیار مشابه از این چندین گورستان و محوطه استقراری چون صرم، خمار آباد، ده ماسین، حصار شالپوش، آلارد پرندک و قلی درویش از شمال فلات مرکزی گزارش شده‌اند. در مورد قطعات سفال‌هایی با خمیره خشن و شاموت شن که اکثراً دارای پوشش گلی قرمز غلیظ یا قهوه‌ای است، دانسته‌های ما اندک است.
سرلک بر اساس مطالعه و کاوش در قلی درویش قم این قطعات را با عنوان سفال آلویی جدید معرفی کرده و آن را مربوط به عصر برنز متاخر دانسته‌است. اما با توجه به دست نیامدن دیگر سفال‌های شاخص دوره برنز متاخر و با توجه به محوطه‌های دیگری که چنین سفالهایی از آنجا گزارش شده، به احتمال این قطعات در رابطه با استقرارهای عصر آهن ۲ در محل‌های پیش گفته‌است. سفال‌های بسیار مشابه از نظر رنگ، جنس و فرم ظروف از آلارد، گلستان، ده ماسین، خمار آباد و اقلان تپه به دست آمده‌است. گروه دیگر از سفال‌های سطحی نشان از استقرار عصر آهن در محوطه است. سفال‌های منتسب به این دوره تعداد زیادی سفال با خمیره نارنجی و پوشش گلی به رنگ خمیره یا کرم روشن (نخودی بسیار روشن) است. فرم این ظروف شامل خمره‌های کوچک و بزرگ، سبوهای کروی بزرگ، کاسه‌های کم عمق و یک نوع ظروف با دهانه باز و لبه به بیرون برگشته است. نمونه‌های بسیار مشابه و قابل مقایسه از چندین محوطه مربوط به این دوره در فلات مرکزی چون حصار شالپوش، خمار آباد، ده ماسین و حصار سرخ به دست آمده‌است.
از دیگر یافته‌های محوطه تعداد اندکی سفال و قطعه‌ای از یک کاشی مربوط به قرون میانی اسلام است. بر اساس داده‌های سطحی گرد آوری شده و آگاهی‌های پیشین به نظر می‌رسد که محوطه مهم و بزرگ بالکین از دوره‌های بسیار کهن، یعنی هزاره پنجم، سوم، دوم و اول قبل از میلاد و پس از آن در قرون میانی اسلام مسکون بوده‌است. علاوه بر قطعات گوناگون سفال وجود آثار و شواهد معماری در بالکین، محوطه را به یکی از شاخص‌ترین و اندیشمندترین محوطه‌های باستانی منطقه به‌خصوص در عصر آهن تبدیل کرده‌است. از دیگر دلایل اهمیت محوطه وجود استقرارهای متوالی عصر آهن ۱، ۲ و ۳ در محوطه است.
در کمترین محوطه باستانی چنین توالی زمانی مربوط به دوره آهن شناسایی و معرفی شده‌است. با توجه به شواهد و یافته‌های به دست آمده اگر چنین فرضی درست باشد، با کاوش در بالکین می‌توان به آثار و یافته‌های ارزشمندی از معماری و همچنین آگاهی‌های سودمندی از دیگر جنبه‌های زندگی مردمان عصر آهن دست خواهیم یافت. بر اساس مطالعات صورت گرفته، بالکین یک محوطه مهم و ارزشمند استقراری عصر آهن در شمال فلات مرکزی است.

## آثار و شواهد معماری
در قسمت‌های شمال و شمال غرب محوطه و در نقاط مختلف این قسمت‌ها آثار و بقایای دیوارهای خشتی قابل مشاهده است. کاوش و خاکبرداری غیرمجاز در این قسمت باعث تخریب لایه‌های باستانی و آشکار شدن آثار معماری شده‌است. در برخی قسمت‌ها خاکبرداری غیرمجاز دیوارهایی را با ارتفاع ۲ متر از زیر خاک بیرون آورده‌است.

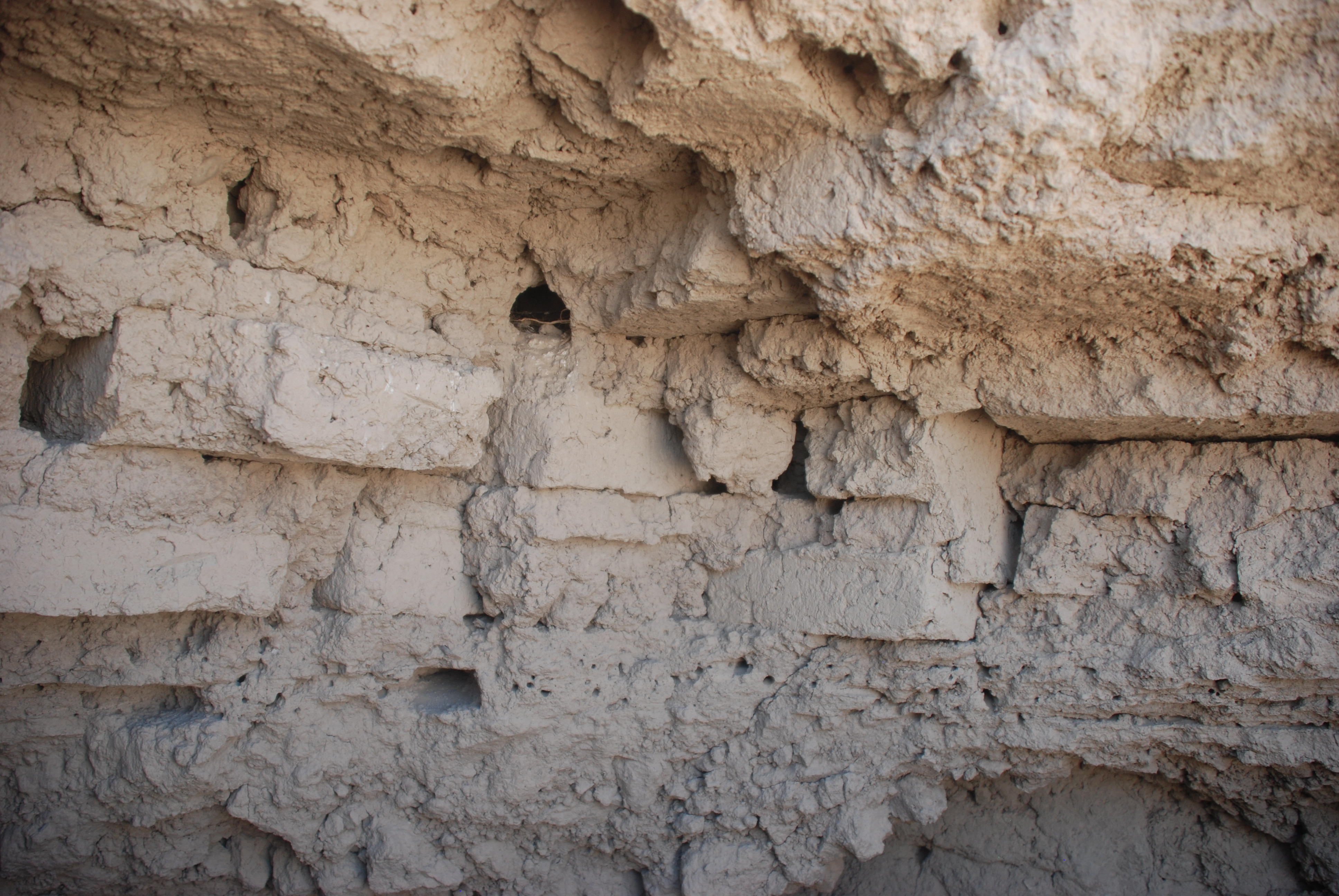
آثار و بقایای دیوارهای خشتی باستانی در بالکین

هر چند نمی‌توان آثار معماری آشکار شده را به درستی مشخص و مجزا ساخت اما به‌طور کلی تخریب صورت گرفته فضاهایی را با دیوارهای نسبتاً قطور خشتی آشکار ساخته‌است. در قسمت‌های دیگر تنها بقایای معماری به صورت ستون‌های خشتی که باقی مانده‌های معماری تخریب شده در این محل است بر جای مانده‌است. متأسفانه به‌دلیل تخریبات صورت گرفته ابعاد و اندازه دقیق خشت‌ها به درستی مشخص نیست.
به هر نحو شواهد سطحی و بقایای معماری نشان دهنده وجود آثار و نشانه‌های ارزشمند از یک استقرار دایم است. اگر شواهد سطحی ارتباط مشخصی با بقایای آثار معماری آشکار شده در محوطه داشته باشد با کاوش در بالکین می‌توان با آثار معماری و ساختارهای استقراری جوامع عصر آهن دست یافت. آسیب‌شناسی متأسفانه قسمت‌های زیادی از محوطه تسطیح، خاکبرداری و کاوش غیرمجاز شده‌است. جدی‌ترین آسیب‌ها و تخریب‌ها بر اثر خاکبرداری و تسطیح غربی و مرکزی به محوطه وارد آمده‌است. در این قسمت‌ها لودر کوره آجر پزی سجاد تا حد بسیار زیادی محوطه را نابود و هم سطح زمین‌های اطراف ساخته‌است و حجم بسیار زیادی از لایه‌ها و نهشته‌های باستانی برای ساخت آجر از میان رفته‌است. متأسفانه حجم زیادی از این تخریب در آخرین روزهای سال ۱۳۸۴ صورت گرفته و همچنان نیز ادامه دارد. نمونه دیگر از تخریب‌ها و آسیب‌های وارده، خاکبرداری‌های غیرمجاز توسط زارعان اراضی اطراف است، در گذشته‌های نچندان دور از خاک محوطه به عنوان خاک کهنه و کود در زمین‌های کشاورزی استفاده می‌شده‌است و همین عمل باعث از میان رفتن دامنه‌ها و حاشیه‌های تپه شده‌است. از دیگر فعالیت‌های مخرب حفر چاله‌های متعدد حفاری غیرمجاز است. این چاله‌ها با ابعاد گوناگون در بیشتر نقاط محوطه حفر و موجب تخریب لایه‌های باستانی شده‌است.
تعداد بسیار زیادی از این چاله‌ها در قسمت‌های جنوبی و شرق آن ایجاد گردیده‌اند. تسطیح و خاکبرداری‌های صورت گرفته در محوطه باعث پدید آمدن شیب‌ها و دیوارهای عمود و برش‌های صافی در تپه شده‌است. همان‌طور که پیش از این نیز آمد، در نتیجه حفاری‌ها و خاکبرداری‌های غیرمجاز در قسمت‌های مرکزی و شمالی برجستگی جنوبی آثار و بقایای معماری و ساختارهای خشتی آشکار شده‌است. در میان حجم بسیار زیاد تخریب‌های صورت گرفته، قطعات مختلف سفال‌های گوناگون دیده می‌شود، پراکندگی و حجم بسیار زیاد این بقایا تا حد زیادی نشان دهنده اهمیت محوطه و وسعت تخریبات صورت گرفته در آن است.

## نگارخانه

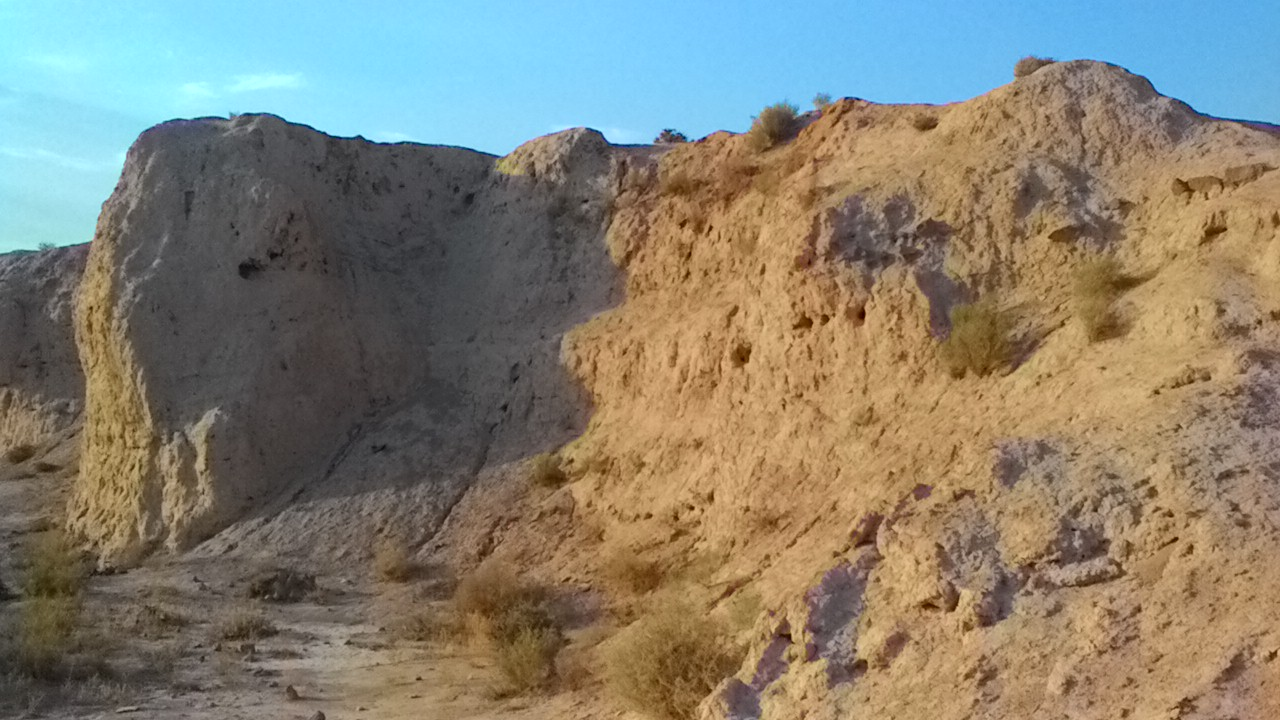
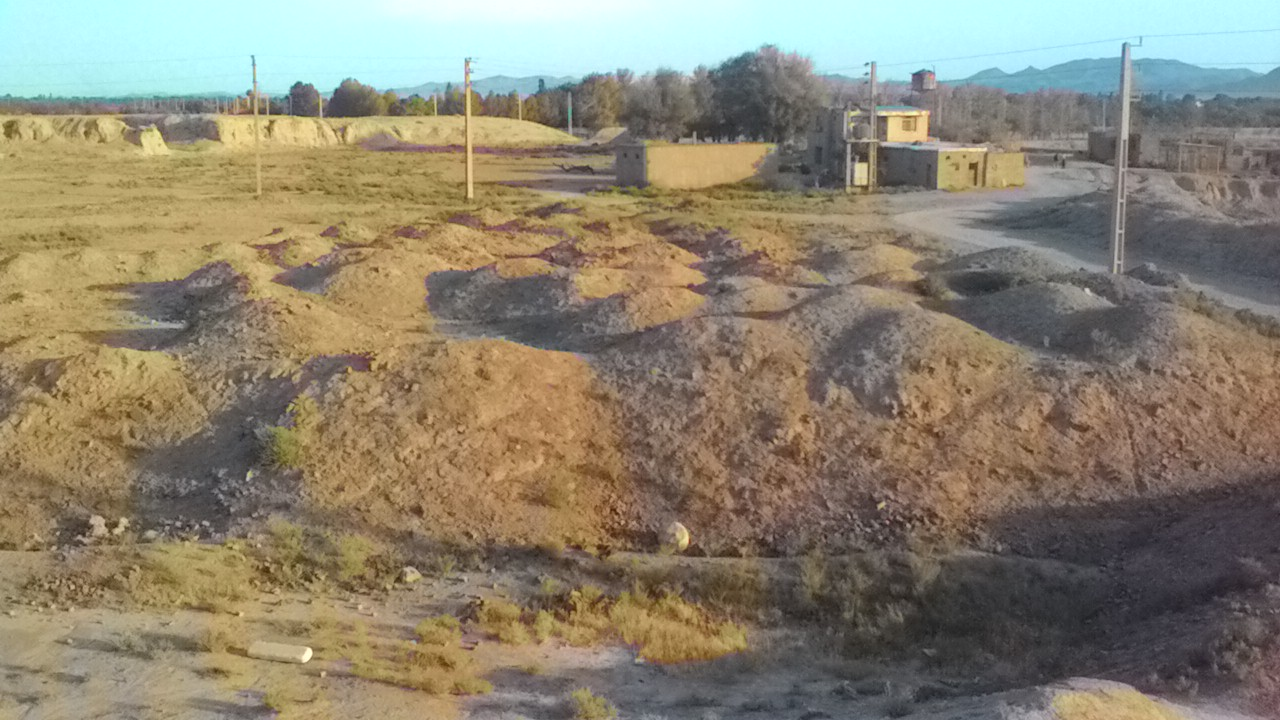
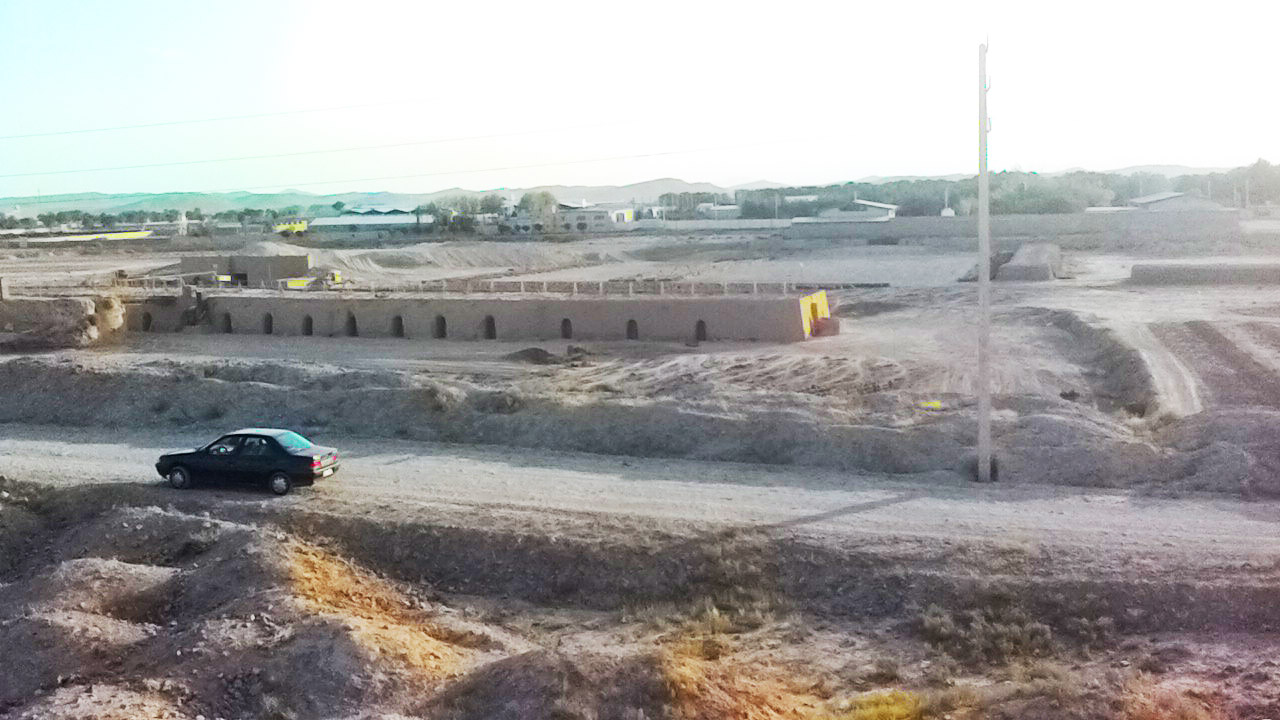
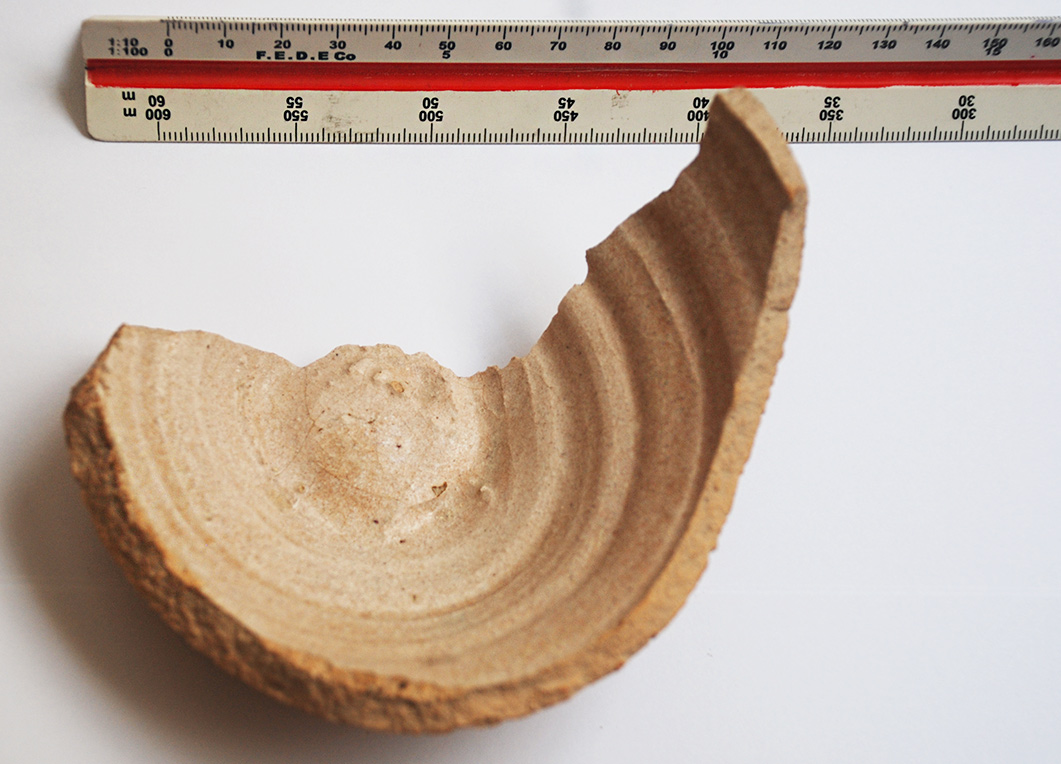
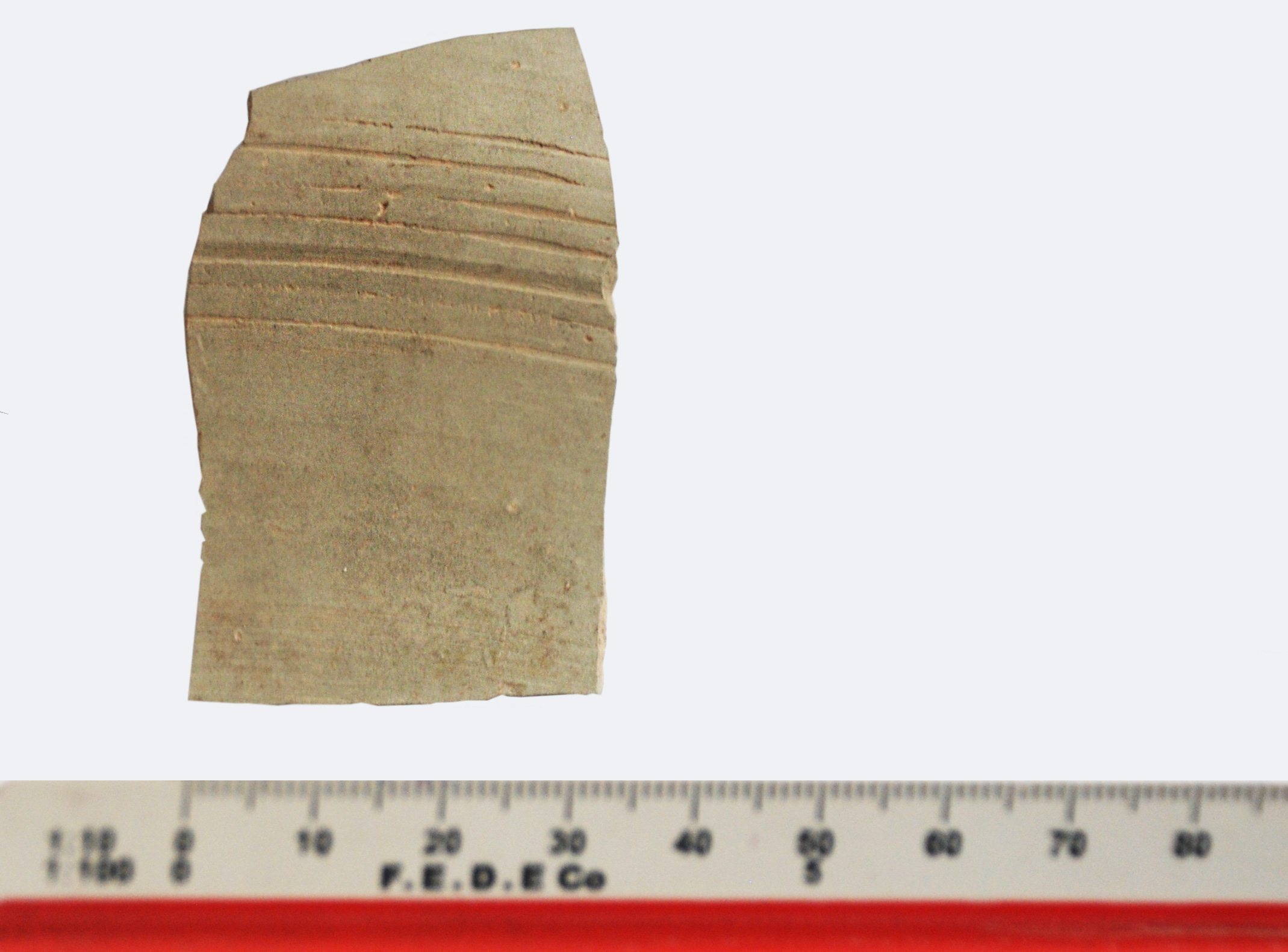
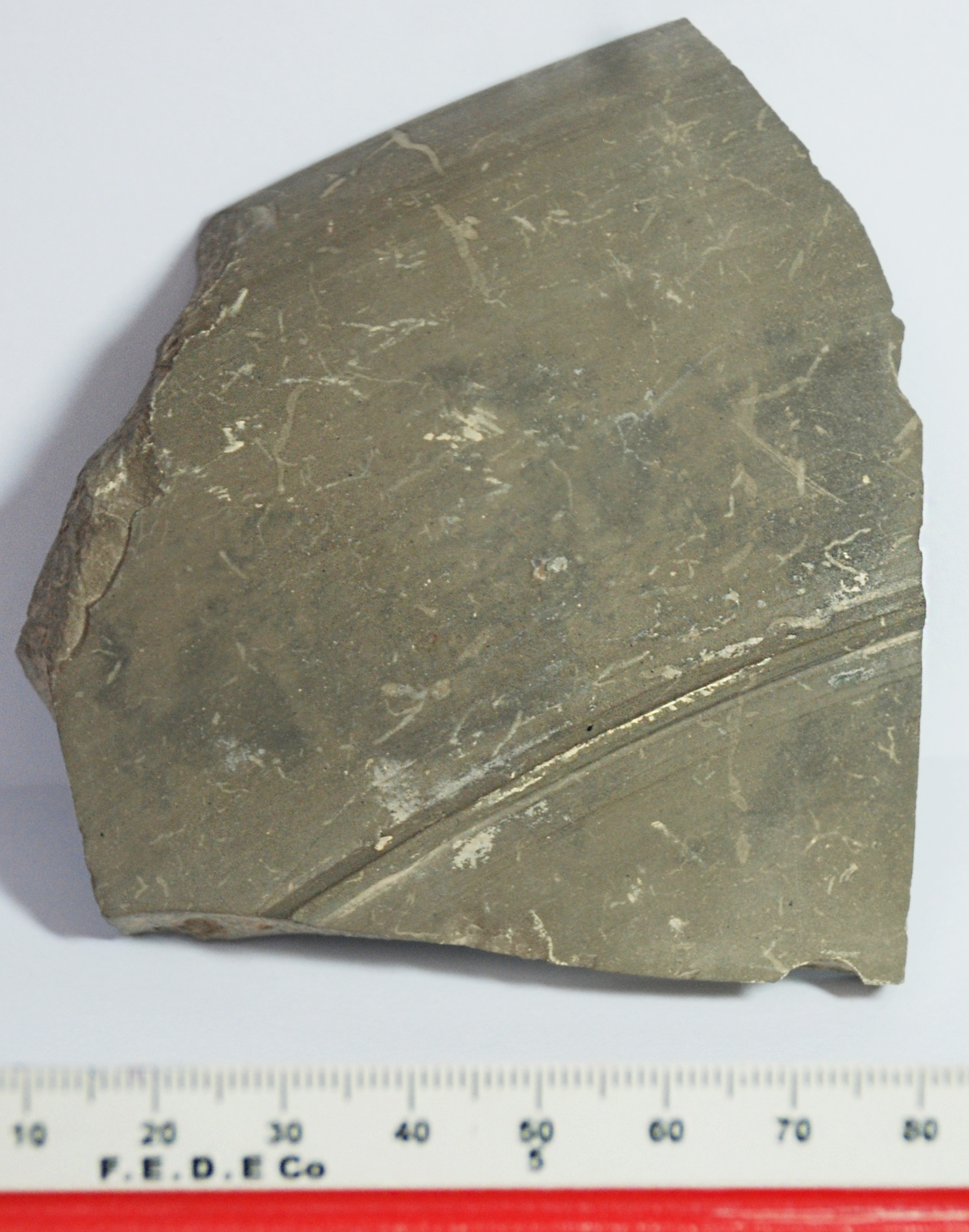
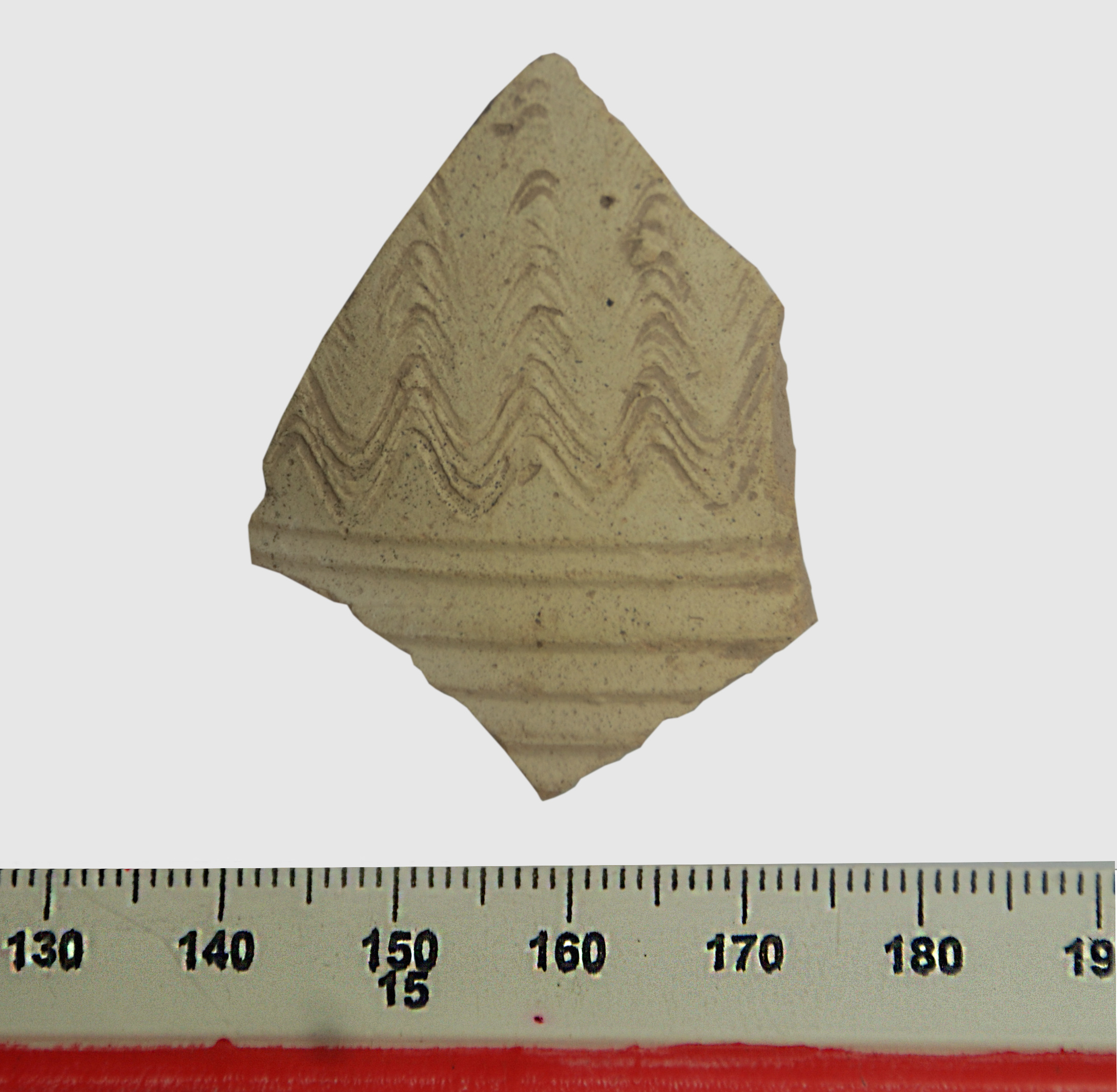
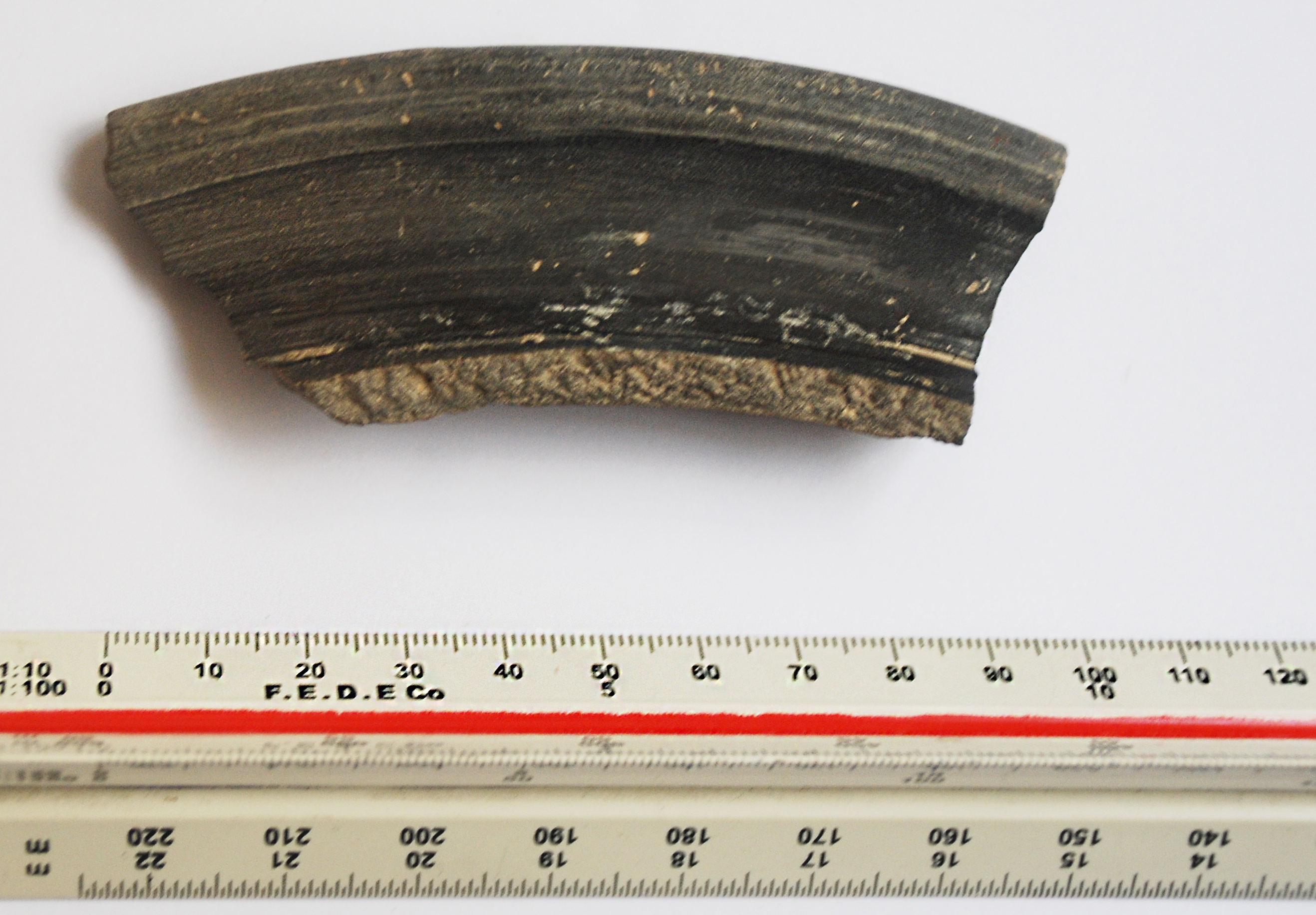
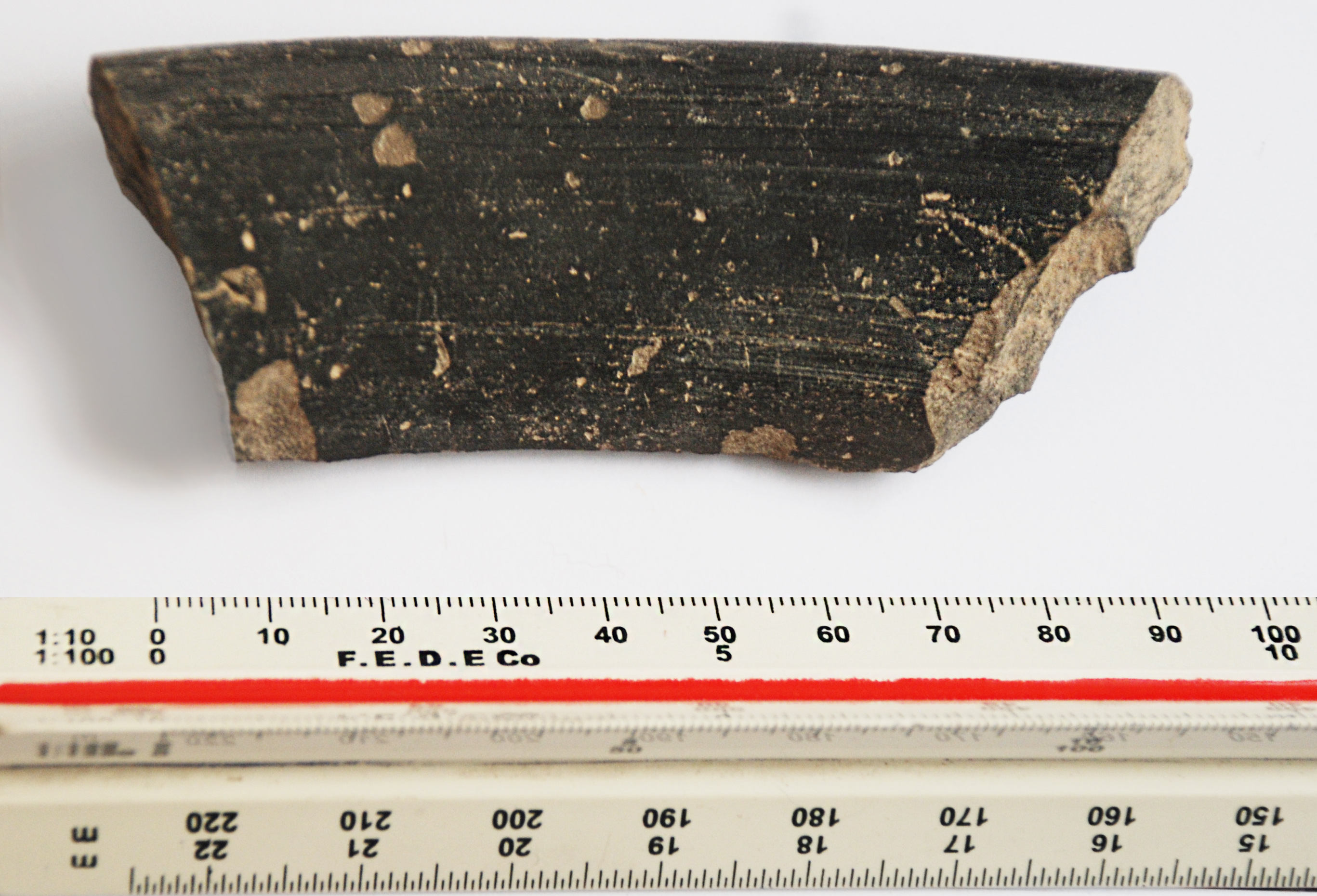
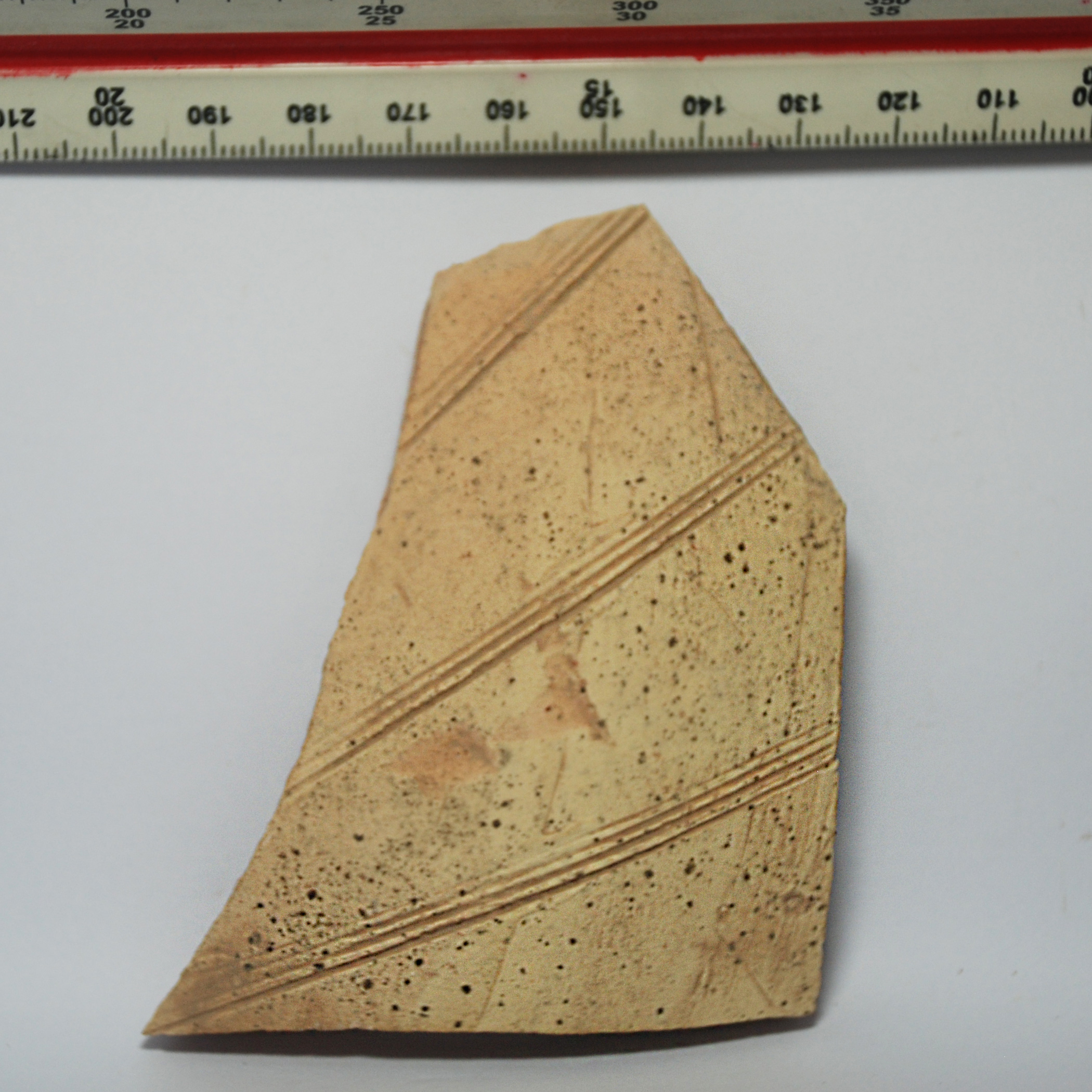
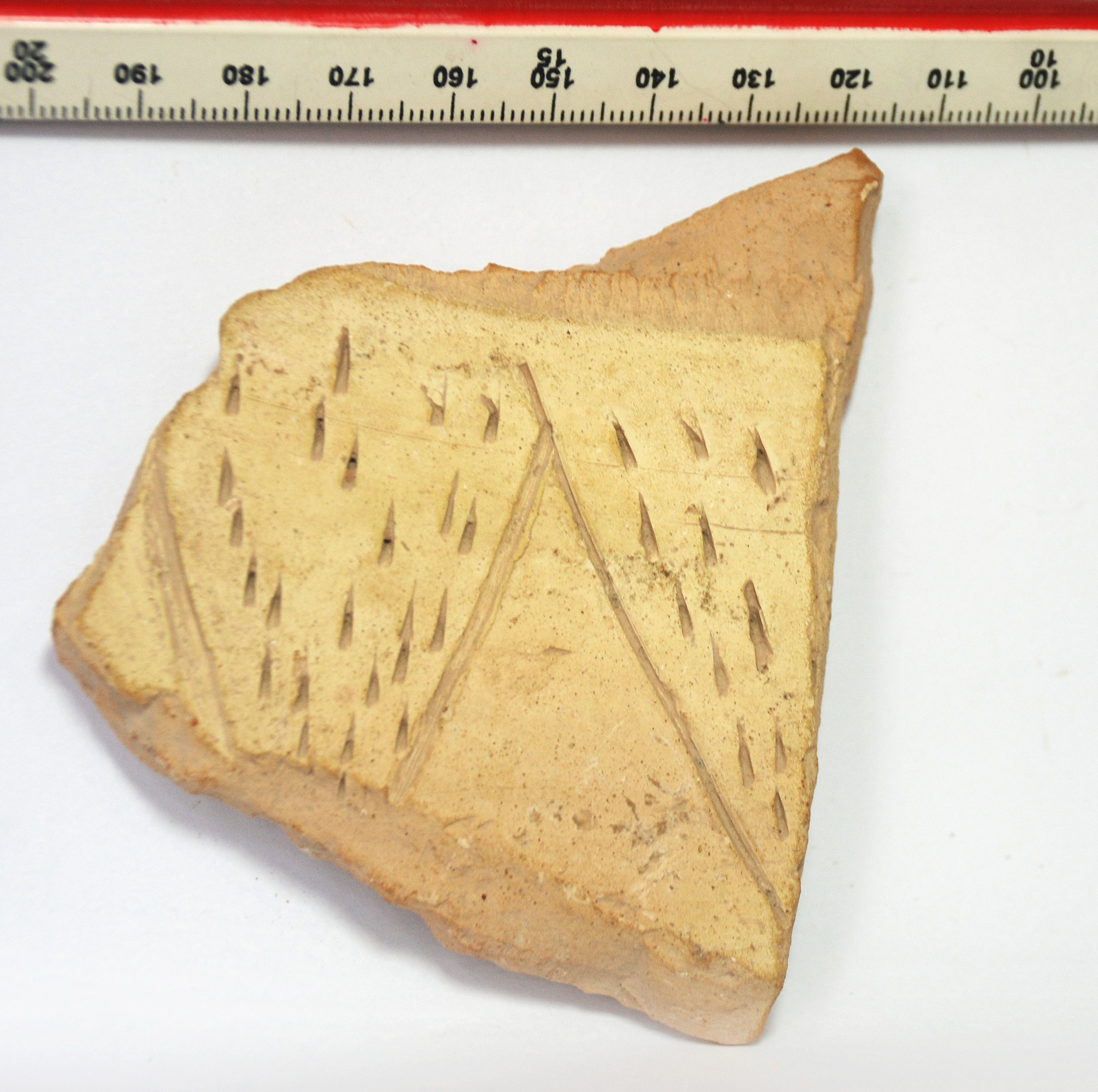
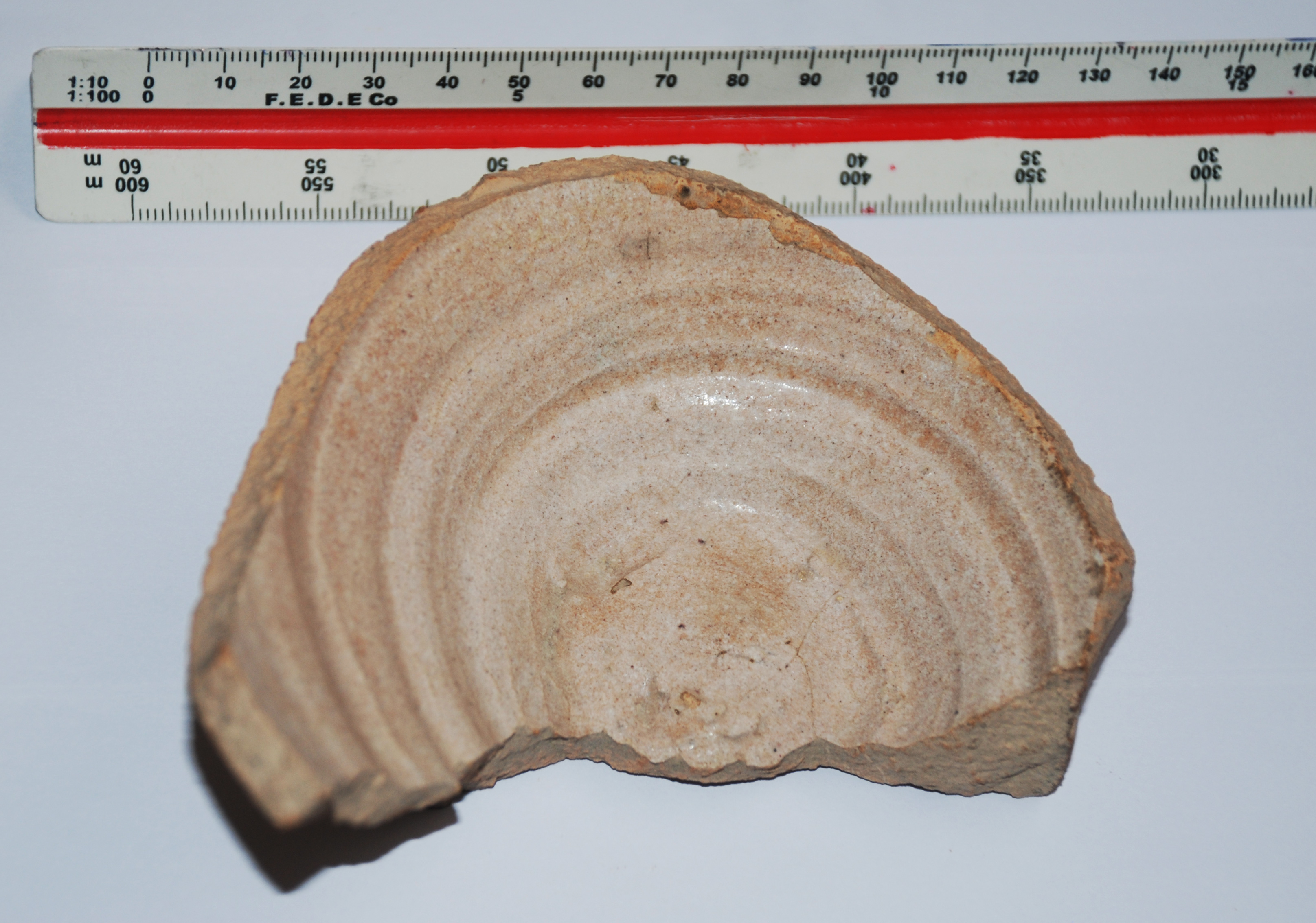
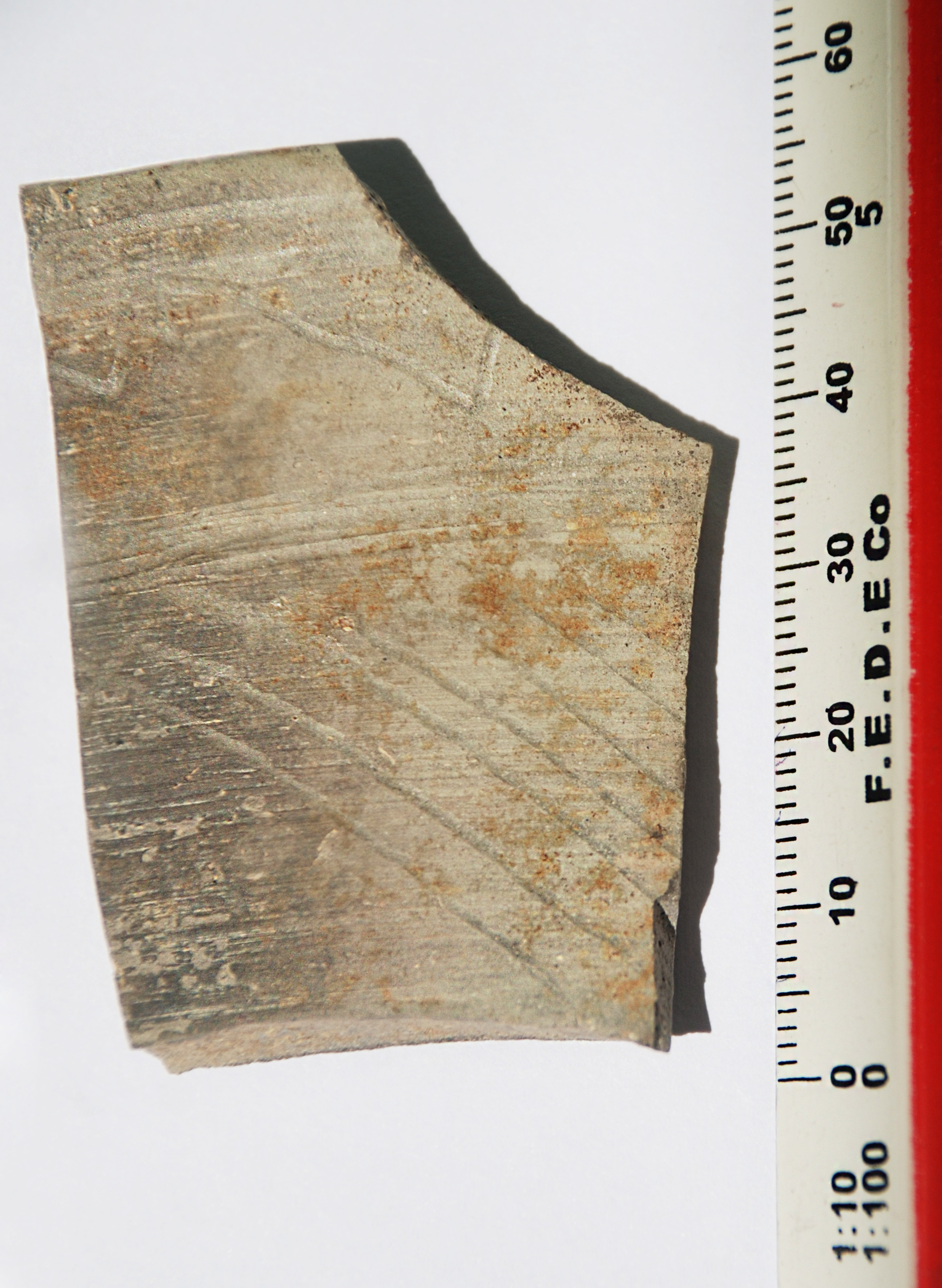
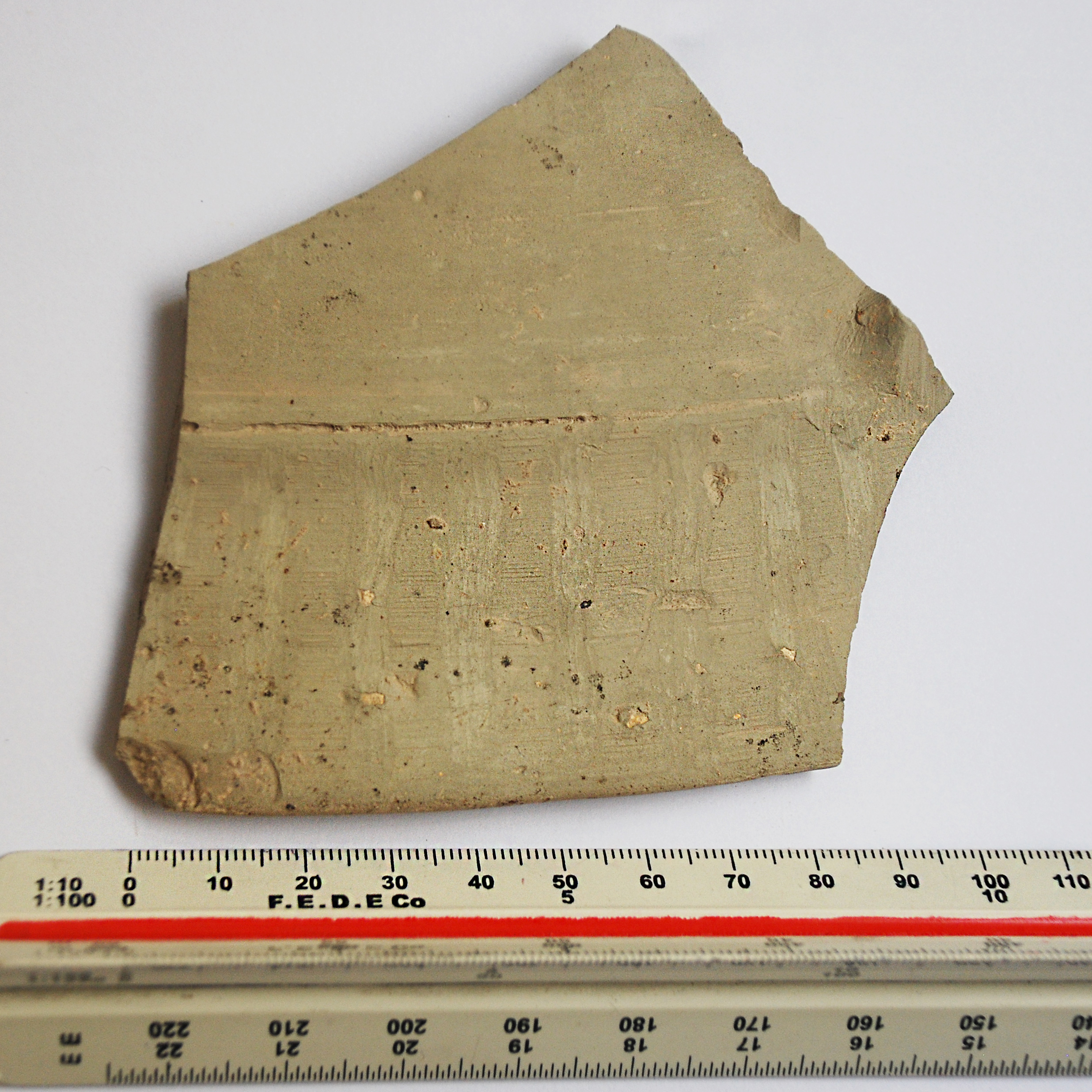
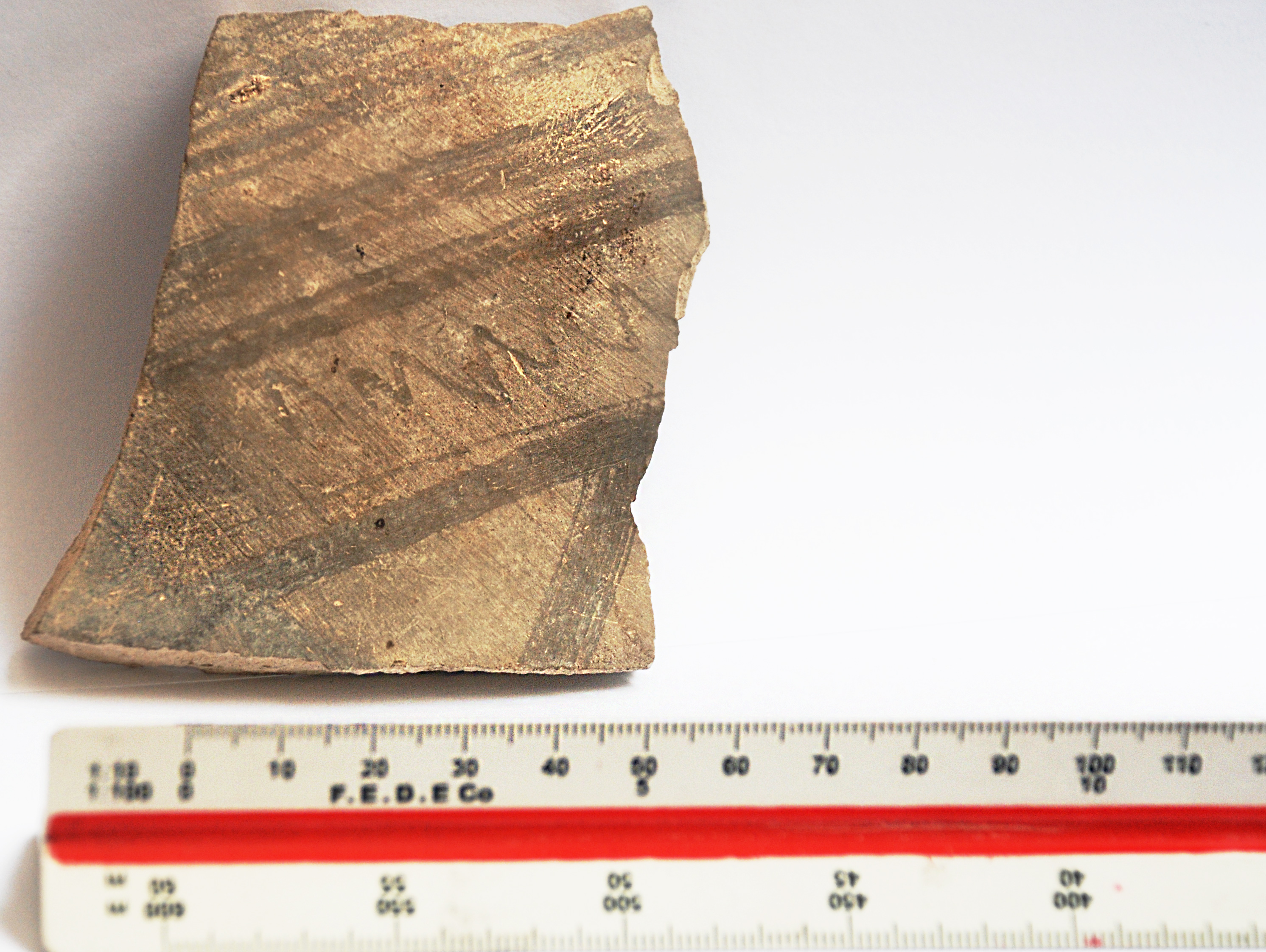